# Parti travailliste (Pays-Bas)
Pour les articles homonymes, voir Parti travailliste.
Le Parti travailliste ou Parti du travail (en néerlandais Partij van de Arbeid, abrégé en PvdA) est un parti politique néerlandais, d'orientation sociale-démocrate. Il est l'un des premiers partis des Pays-Bas en termes de poids politique : il est représenté dans les deux chambres du Parlement et participe à de nombreux gouvernements depuis sa fondation en 1946. Quatre Premiers ministres en sont issus.
Après avoir participé au deuxième cabinet du libéral Mark Rutte entre 2012 et 2017, les élections législatives de 2017 sont une catastrophe pour les travaillistes, qui tombent à 5,7 % des suffrages et neuf mandats parlementaires. Bien que le parti, mené par le premier vice-président de la Commission européenne Frans Timmermans, remporte les élections européennes de 2019 de façon inattendue, il n'arrive pas à se rétablir sur la scène politique nationale lors des élections de 2021, restant stable à neuf sièges.

## Histoire

### 1946-1965: implantation sur la scène politique
Le PvdA est créé le 9 février 1946 à la suite de la fusion du Parti social-démocrate des ouvriers (SDAP), d'orientation socialiste, de la Ligue démocratique libérale (VDB), libérale de gauche, ainsi que de l'Union chrétienne-démocrate (CDU), protestante progressiste. Ils sont rejoints par des membres du groupe de résistance catholique Christofoor, de l'Union chrétienne historique (CHU) et du Parti antirévolutionnaire (ARP).
Les fondateurs du PvdA veulent créer un grand parti, rompant avec la tradition historique de la pilarisation de la vie politique néerlandaise. Ce désir de parvenir à un nouveau système politique est appelé le Doorbraak. Le parti regroupe donc des socialistes, des libéraux-démocrates et des chrétiens progressistes, mais ne parvient pas à briser la pilarisation. Le parti renoue au contraire les liens étroits du SDAP avec d'autres organisations socialistes. En 1948, quelques membres conservateurs, emmenés par Pieter Oud, ancien chef de la VDB, quittent le parti en raison de son orientation socialiste. Ils fondent, avec le Parti de la liberté, le Parti populaire pour la liberté et la démocratie (VVD), un parti libéral-conservateur.

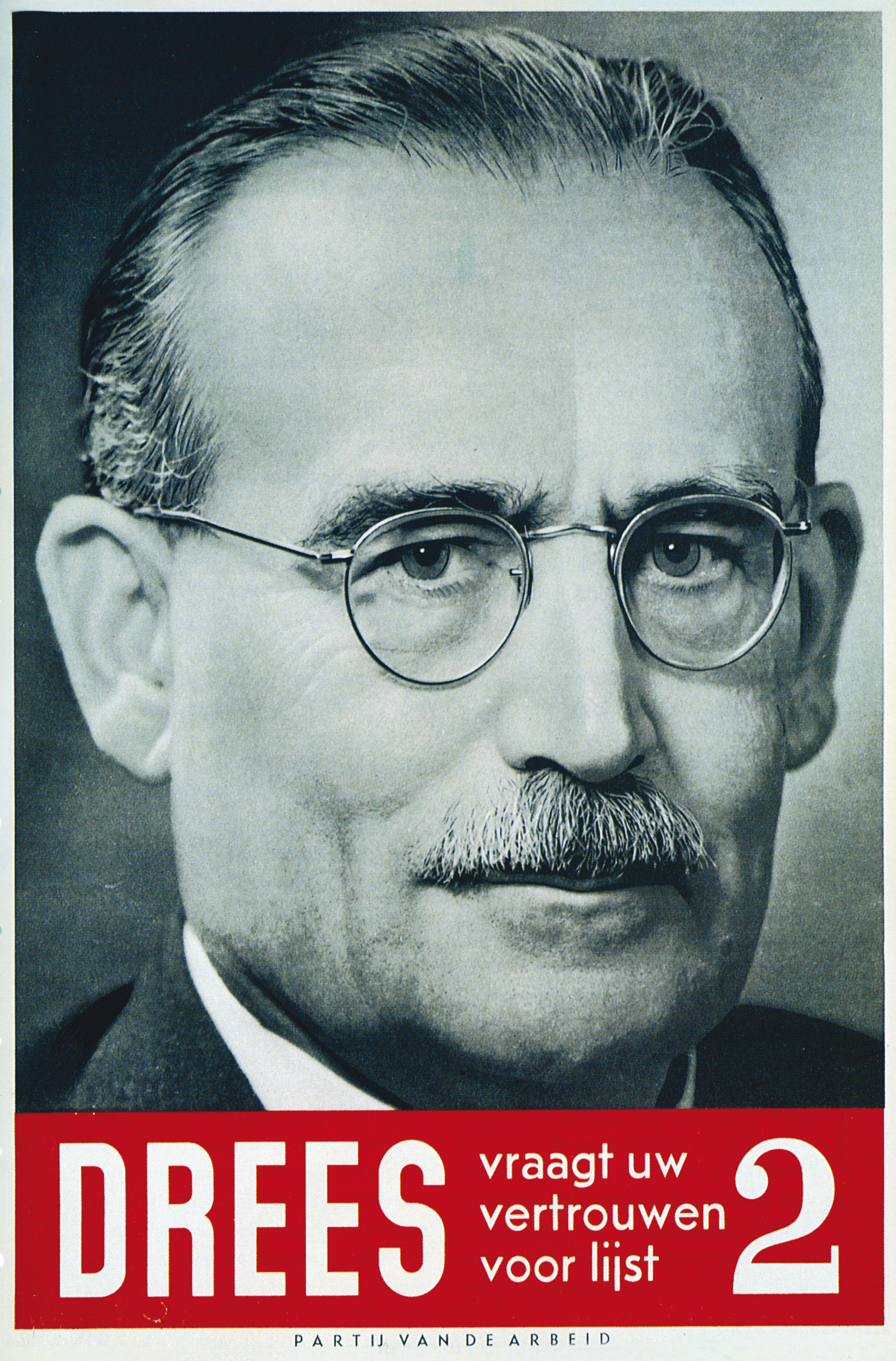
Affiche de campagne du PvdA pour les élections législatives de 1952 mettant en avant le Premier ministre Willem Drees.

Entre 1946 et 1958, le PvdA forme des coalitions gouvernementales avec le Parti populaire catholique (KVP) ainsi que, selon les périodes, le VVD, l'ARP et le CHU. Le KVP et le PvdA disposent ensemble d'une large majorité au parlement. À partir de 1948, ces gouvernements sont dirigés par le Premier ministre travailliste Willem Drees. Sous son mandat, les Pays-Bas récupèrent économiquement après la Seconde Guerre mondiale, commencent à bâtir l'État providence et voient l'Indonésie devenir indépendante.
À la suite de la crise gouvernementale de 1958, le PvdA est remplacé par le VVD dans la coalition gouvernementale avec le KVP. Les travaillistes sont alors dans l'opposition jusqu'en 1965 et les scores du parti commencent à décliner.

### 1965-1989: déclin et résurgence
En 1965, un conflit au sein du gouvernement réunissant les trois partis confessionnels (KVP, ARP, CHU) et le VVD rend la continuation du gouvernement impossible. Les trois partis confessionnels se tournent vers le PvdA et forment ensemble le cabinet Cals. Ce gouvernement est miné par des conflits et peine à durer. Il chute en raison de divergences de vue sur la politique économique.
Pendant ce temps, une nouvelle génération de politiciens tente de prendre le contrôle du PvdA. Un groupe de jeunes membres du PvdA, qui se désignent eux-mêmes sous le nom de Nouvelle gauche, change le parti. La Nouvelle gauche souhaite réformer le PvdA : elle pense que le parti doit s'orienter davantage sur les nouveaux mouvements sociaux, adopter leurs stratégies antiparlementaires et leurs thèmes, tels que la libération des femmes, la protection de l'environnement et le développement du tiers monde. Les personnalités les plus importantes de ce courant sont Jan Nagel, André van der Louw et Bram Peper. La chute du cabinet Cals constitue l'une de leurs premières victoires. Le congrès du PvdA adopte une motion qui rend impossible une coalition avec le KVP, l'ARP et le CHU. En réaction au pouvoir grandissant de la Nouvelle gauche, des membres plus centristes, emmenés par Willem Drees jr., fils de l'ancien Premier ministre, fondent la Nouvelle droite. Ils quittent finalement le parti en 1970 pour fonder les Socialistes démocrates '70 (DS'70), un parti social-démocrate modéré, après qu'il devient clair qu'ils perdent le conflit interne contre la Nouvelle gauche.
Le PvdA adopte alors une stratégie de polarisation et cherche à former une majorité progressiste au Parlement. Afin de pouvoir disposer d'une telle majorité, le PvdA s'allie avec les sociaux-libéraux des Démocrates 66 (D'66) et avec les progressistes chrétiens du Parti politique des radicaux (PPR). L'alliance est nommée Accord progressiste (PAK). Lors des élections législatives de 1971 et 1972, ces trois partis s'engagent à former un gouvernement basé sur un programme radical commun s'ils obtiennent une majorité. Ils n'y parviennent toutefois pas. 

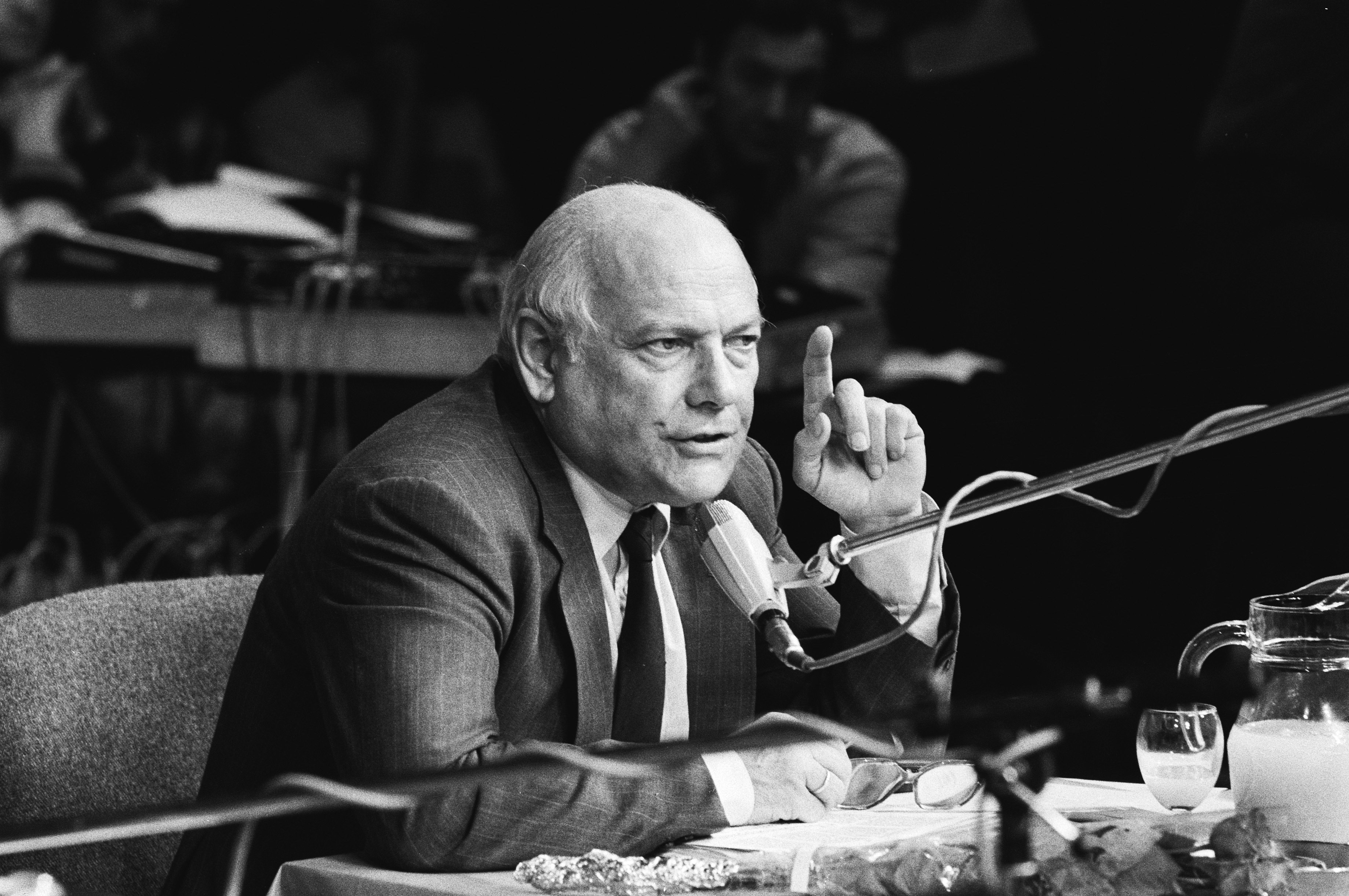
Joop den Uyl, Premier ministre des Pays-Bas de 1973 à 1977.

En 1971, les partis de droite forment un gouvernement avec les DS'70, le parti dissident du PvdA. Lors des élections de 1972, ni le PvdA et ses alliés, ni le KVP et ses alliés ne parviennent à obtenir une majorité. Les deux camps sont obligés de travailler ensemble. Joop den Uyl, chef politique du PvdA, dirige le gouvernement. Le gouvernement compte des membres des trois partis progressistes (PvdA, D66, PPR), du KVP et de l'ARP. Le gouvernement tente de réformer radicalement la société et l'économie. Un nombre important de réformes sociales progressistes sont adoptées pendant cette période. Les allocations de l'État providence sont augmentées et le salaire minimum est indexé sur les coûts de la vie.
Le gouvernement doit toutefois faire face à une situation économique difficile et souffre de conflits personnels et idéologiques. Les relations entre le Premier ministre Joop den Uyl et le vice-Premier ministre Dries van Agt (KVP) sont problématiques. Le gouvernement chute peu avant les élections de 1977. Le PvdA remporte le scrutin de 1977, mais les conflits entre Van Agt et Den Uyl empêchent la formation d'un nouveau gouvernement de centre gauche. Après de longues négociations, l'Appel chrétien-démocrate (CDA), une alliance réunissant le KVP, le CHU et l'ARP, forme un gouvernement avec le VVD, sur une faible majorité parlementaire. Le PvdA est de retour dans l'opposition.
Lors des élections de 1981, la coalition réunissant le CDA et le VVD perd sa majorité. Le CDA est le plus grand parti du pays, mais doit coopérer avec le PvdA et D66, le PPR quittant l'alliance progressiste après la défaite aux élections de 1977. Le nouveau gouvernement est dirigé par Van Agt, tandis que Den Uyl devient vice-Premier ministre. Les conflits entre les deux reprennent et le gouvernement chute après quelques mois seulement. La CDA et le VVD récupèrent leur majorité lors des élections anticipées de 1982 et la conservent en 1986. Le PvdA traverse une longue période d'opposition et commence à se réformer. En 1986, Joop den Uyl quitte la vie politique, désignant Wim Kok, ancien dirigeant syndical, comme son successeur. 

### 1989-2010: coalitions violettes
Après les élections législatives de 1989, le PvdA revient au gouvernement dans une coalition avec le CDA. Wim Kok est vice-Premier ministre tandis que Ruud Lubbers, le chef politique du CDA, est chef du gouvernement. Le PvdA accepte les principales réformes économiques faites par le précédent gouvernement Lubbers, y compris la privatisation d'entreprises publiques et la réforme de l'État providence. Ces politiques sont poursuivies après 1989. Le gouvernement est confronté à d'importantes protestations de la part des syndicats et le PvdA est le théâtre de conflits politiques majeurs.

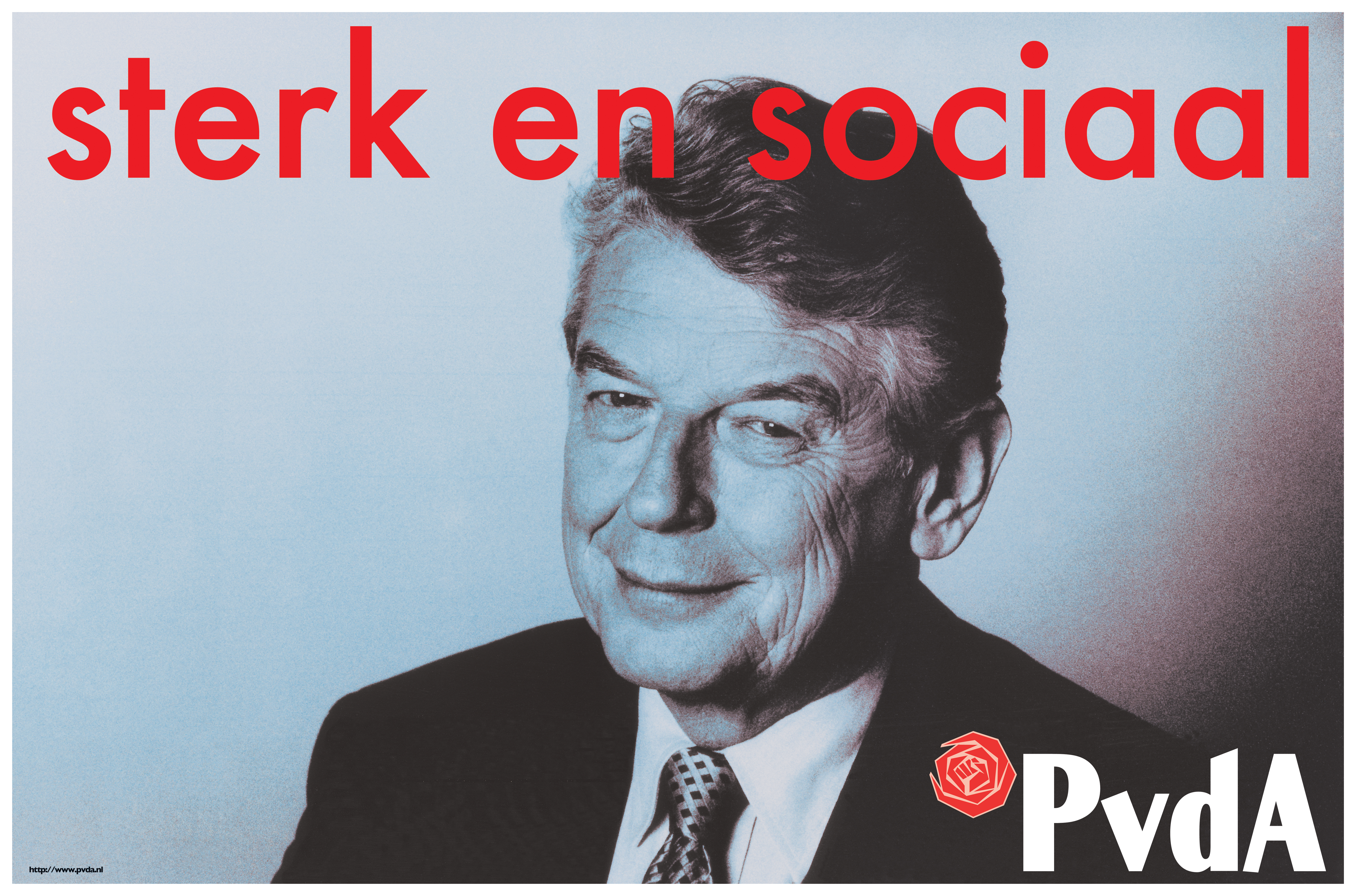
Affiche de campagne en 1998, avec le Premier ministre Wim Kok : Fort et social.

Lors des élections de 1994, le PvdA et le CDA perdent leur majorité, mais le PvdA est désormais le plus grand parti du pays. Kok forme alors un gouvernement avec le VVD (libéral-conservateur) et D66 (social-libéral). Le gouvernement, nommé coalition violette, est une première, les partis chrétiens participant jusqu'alors à tous les gouvernements depuis 1918. Le cabinet Kok I poursuit les réformes économiques, mais les combine avec une vision progressiste sur les questions éthiques et avec une promesse de réformes politiques. Kok est populaire, mêlant politiques technocratiques réussies et charisme. Lors des élections de 1998, le cabinet est récompensé pour ses succès économiques. Le PvdA et le VVD accroissent leur représentation parlementaire aux dépens néanmoins des D66. Le cabinet Kok II est formé.
Lors des élections législatives de 2002, Kok laisse la place à son favori, Ad Melkert. Les observateurs s'attendent à un excellent score du PvdA, mais le succès du populiste de droite Pim Fortuyn trouble les résultats : le PvdA perd les élections de 2002 et le groupe parlementaire travailliste passe de 45 à 23 sièges. Cette défaite est attribuée au manque de charisme de Melkert, à l'arrongance perçue du PvdA et à l'incapacité à répondre aux thématiques soulevées par Fortuyn, notamment l'immigration et l'intégration. Melkert démissionne de son poste de chef politique du parti et est remplacé par l'intérimaire Jeltje van Nieuwenhoven. Le nouveau gouvernement, qui voit le retour des chrétiens-démocrates et dont le PvdA est exclu, chute après une très courte période.
Pendant ce temps, Wouter Bos est élu chef politique du PvdA lors d'un scrutin ouvert à tous les membres du parti. Il commence à démocratiser l'organisation du parti et entame une réorientation idéologique. Lors des élections de 2003, le PvdA, qui parvient à récupérer la quasi-totalité des sièges perdus une année auparavant, est une fois de plus le deuxième parti du pays. Des conflits idéologiques et personnels entre Bos et le Premier ministre sortant Jan Peter Balkenende, chef politique du CDA, empêchent toutefois la formation d'un gouvernement unissant ces deux partis. Le PvdA reste donc dans l'opposition tandis que le CDA forme un gouvernement avec le VVD et les D66, anciens alliés des travaillistes.
Lors des élections municipales de 2006, le PvdA obtient de très bons scores tandis que les trois partis gouvernementaux subissent de fortes pertes. Quelques mois plus tard, lors des élections législatives de 2006, les médias s’attendent à ce que le PvdA redevienne la première force politique du pays, mais la bonne campagne du Premier ministre Balkenende maintient le CDA en première position. Le PvdA perd par ailleurs beaucoup de sièges en faveur du Parti socialiste (SP), à sa gauche. Avec 32 mandats à la Seconde Chambre, le PvdA sort de cette élection affaibli mais reste la deuxième force politique des Pays-Bas. Aux élections européennes de 2009, le PvdA obtient l'un des plus mauvais scores de son histoire, en étant dépassé par le nouveau Parti pour la liberté (PVV) et en n'obtenant que 3 députés (sur 25 sièges à pourvoir), avec une perte de quatre mandats.

### Depuis 2010: concurrence de la Gauche verte

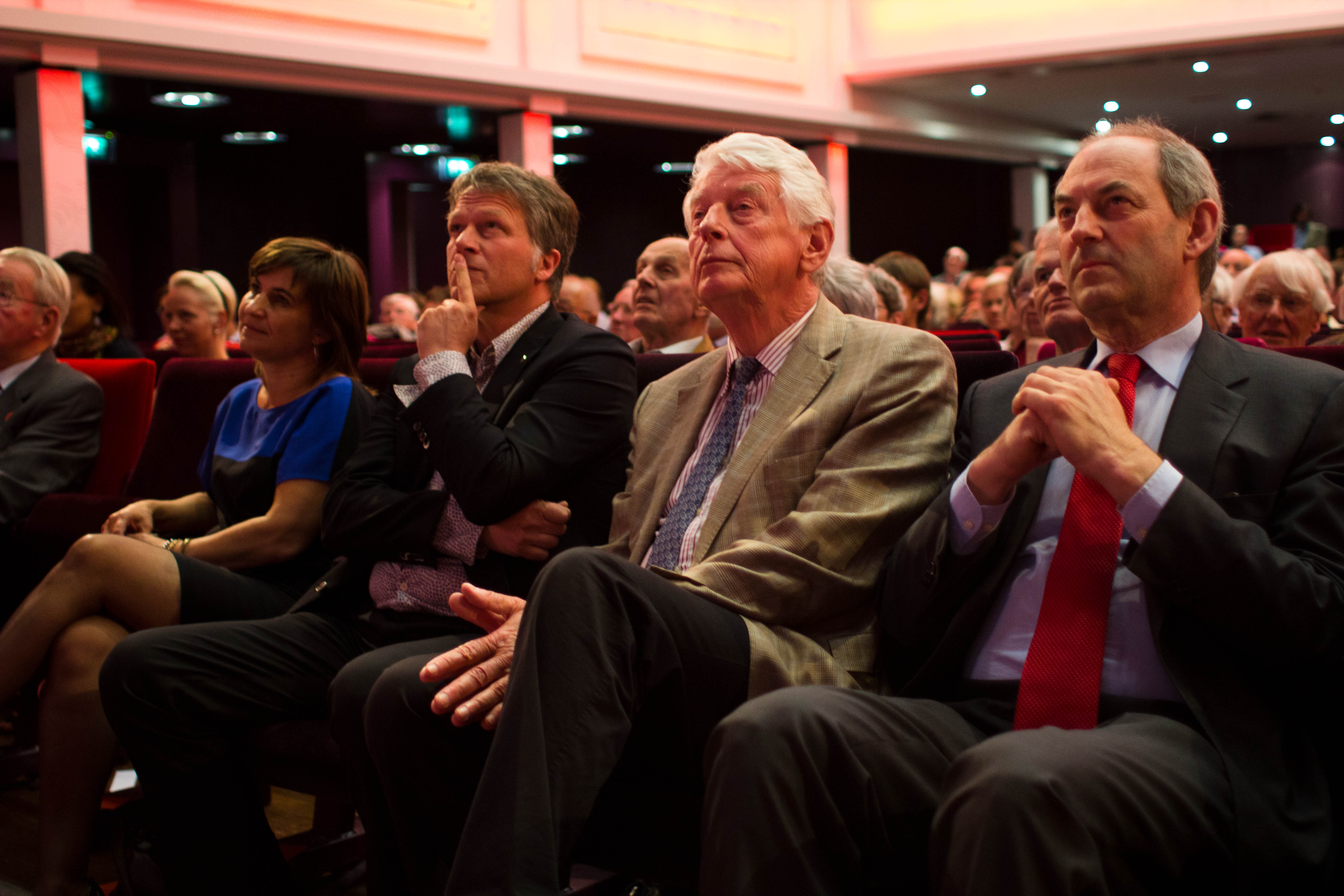
Trois anciens chefs du parti, en 2011 : Wouter Bos, Wim Kok et Job Cohen.

Lors des élections législatives de 2010, le parti se maintient proche des 20 %, mais perd 1,6 % et trois représentants (pour un total de 30 élus). Il reste le deuxième parti néerlandais : malgré la chute du CDA (baisse de 12,8 % du vote et de 20 représentants), il est dépassé par le VVD (20,4 % et 31 représentants). Il refuse de participer à une nouvelle coalition violette avec le VVD et le CDA. Le 20 février 2012, Job Cohen, à la tête du parti et groupe travailliste à la chambre basse, démissionne de ces deux postes, ainsi que de son poste de représentant. Le parti est par ailleurs en chute libre dans les sondages, crédité de 14 représentants, principalement au profit de son rival de gauche, le SP. Diederik Samsom arrive à la direction et fait campagne jusqu'à la deuxième place du scrutin, après lequel le PvdA s'engage à l'élaboration du cabinet Rutte II avec le VVD.
Sa participation au gouvernement s'avère catastrophique pour le parti, qui malgré un changement de chef en la personne du vice-Premier ministre Lodewijk Asscher, chute de 39 à 8 sièges lors des élections législatives de 2017, perdant notamment des voix au profit des écologistes de la Gauche verte, qui obtiennent le meilleur score de leur histoire, avec 14 sièges. Asscher doit démissionner deux mois avant les élections de 2021, après une mise en cause de gestion au ministère des Affaires sociales et de l'Emploi. Il est rapidement remplacé à la direction du parti par Lilianne Ploumen, première femme à devenir chef politique des travaillistes.

## Représentation

### Chefs de parti
- 1946-1958 : Willem Drees
- 1958-1962 : Jaap Burger
- 1962-1966 : Anne Vondeling
- 1966-1986 : Joop den Uyl
- 1986-2001 : Wim Kok
- 2001-2002 : Ad Melkert
- 2002-2010 : Wouter Bos
- 2010-2012 : Job Cohen
- 2012-2016 : Diederik Samsom
- 2016-2021 : Lodewijk Asscher
- 2021-2022 : Lilianne Ploumen

### Présidents de groupe à la Seconde Chambre
- 1946-1951 : Marinus van der Goes van Naters
- 1951-1952 : Leendert Donker
- 1952-1962 : Jaap Burger
- 1965-1967 : Gerard Nederhorst
- 1967-1973 : Joop den Uyl
- 1973-1977 : Ed van Thijn
- 1977-1981 : Joop den Uyl
- 1981-1982 : Wim Meijer
- 1982-1986 : Joop den Uyl
- 1986-1989 : Wim Kok
- 1989-1994 : Thijs Wöltgens
- 1994-1998 : Jacques Wallage
- 1998-2002 : Ad Melkert
- 2002-2002 : Jeltje van Nieuwenhoven (intérim)
- 2002-2007 : Wouter Bos
- 2007-2008 : Jacques Tichelaar
- 2008-2010 : Mariëtte Hamer
- 2010-2012 : Job Cohen
- 2012-2012 : Jeroen Dijsselbloem (intérim)
- 2012-2016 : Diederik Samsom
- 2016-2017 : Attje Kuiken (intérim)
- 2017-2021 : Lodewijk Asscher
- 2021-2022 : Lilianne Ploumen

### Premiers ministres
- 1946 : Wim Schermerhorn
- 1948-1958 : Willem Drees
- 1973-1977 : Joop den Uyl
- 1994-2002 : Wim Kok

## Résultats électoraux

### Seconde Chambre

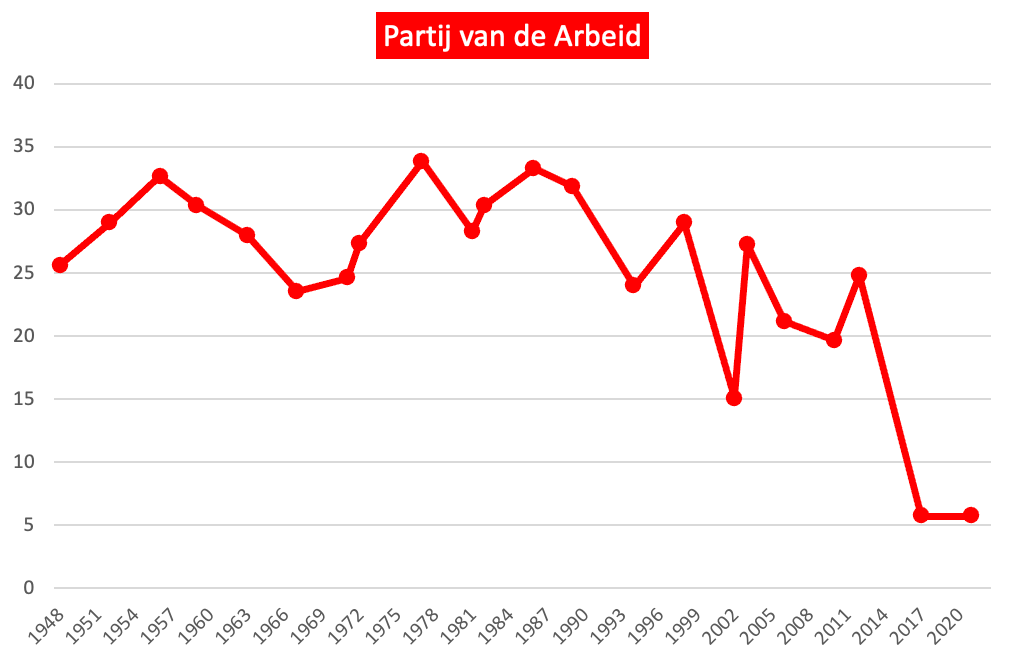
Evolution des résultats du PvdA à la Seconde Chambre.

| Année | Voix                                                  | %                                                     | Rang                                                  | Sièges   | Gouvernement  |
| ----- | ----------------------------------------------------- | ----------------------------------------------------- | ----------------------------------------------------- | -------- | ------------- |
| 1963  | 1 753 025                                             | 28,01                                                 | 2e                                                    | 43 / 150 | Opposition    |
| 1967  | 1 620 112                                             | 23,55                                                 | 2e                                                    | 37 / 150 | Opposition    |
| 1971  | 1 554 280                                             | 24,6                                                  | 1er                                                   | 39 / 150 | Opposition    |
| 1972  | 2 021 454                                             | 27,34                                                 | 1er                                                   | 43 / 150 | Den Uyl       |
| 1977  | 2 813 793                                             | 33,83                                                 | 1er                                                   | 53 / 150 | Opposition    |
| 1981  | 2 458 452                                             | 28,29                                                 | 2e                                                    | 44 / 150 | Van Agt II    |
| 1982  | 2 503 517                                             | 30,4                                                  | 1er                                                   | 42 / 150 | Opposition    |
| 1986  | 3 051 678                                             | 33,3                                                  | 2e                                                    | 51 / 150 | Opposition    |
| 1989  | 2 835 251                                             | 31,9                                                  | 2e                                                    | 49 / 150 | Lubbers III   |
| 1994  | 2 153 135                                             | 24,0                                                  | 1er                                                   | 37 / 150 | Kok I         |
| 1998  | 2 494 555                                             | 29,0                                                  | 1er                                                   | 45 / 150 | Kok II        |
| 2002  | 1 436 023                                             | 15,1                                                  | 4e                                                    | 23 / 150 | Opposition    |
| 2003  | 2 631 363                                             | 27,2                                                  | 2e                                                    | 42 / 150 | Opposition    |
| 2006  | 2 085 077                                             | 21,2                                                  | 2e                                                    | 33 / 150 | Balkenende IV |
| 2010  | 1 848 805                                             | 19,6                                                  | 2e                                                    | 30 / 150 | Opposition    |
| 2012  | 2 340 750                                             | 24,8                                                  | 2e                                                    | 38 / 150 | Rutte II      |
| 2017  | 599 699                                               | 5,7                                                   | 7e                                                    | 9 / 150  | Opposition    |
| 2021  | 597 192                                               | 5,7                                                   | 6e                                                    | 9 / 150  | Opposition    |
| 2023  | Au sein de l’alliance Parti travailliste-Gauche verte | Au sein de l’alliance Parti travailliste-Gauche verte | Au sein de l’alliance Parti travailliste-Gauche verte | 12 / 150 | Opposition    |

### Parlement européen
| Année | %                                                     | Rang                                                  | Mandats | Groupe |
| ----- | ----------------------------------------------------- | ----------------------------------------------------- | ------- | ------ |
| 1979  | 30,4                                                  | 2e                                                    | 9 / 25  | SOC    |
| 1984  | 33,7                                                  | 1er                                                   | 9 / 25  | SOC    |
| 1989  | 30,7                                                  | 2e                                                    | 8 / 25  | SOC    |
| 1994  | 22,9                                                  | 2e                                                    | 8 / 31  | PSE    |
| 1999  | 20,1                                                  | 2e                                                    | 6 / 31  | PSE    |
| 2004  | 23,6                                                  | 2e                                                    | 7 / 27  | PSE    |
| 2009  | 12,1                                                  | 3e                                                    | 3 / 25  | S&D    |
| 2014  | 9,4                                                   | 6e                                                    | 3 / 26  | S&D    |
| 2019  | 19,0                                                  | 1er                                                   | 6 / 29  | S&D    |
| 2024  | Au sein de l’alliance Parti travailliste-Gauche verte | Au sein de l’alliance Parti travailliste-Gauche verte | 4 / 31  | S&D    |